# Forschungs- und Gedenkstätte Normannenstrasse
Forschungs- und Gedenkstätte Normannenstrasse, også kendt som Stasi Museum, er et museum og forskningscenter, der er indrettet i den tidligere østtyske efterretningstjeneste Stasis hovedkvarter i bydelen Lichtenberg i Berlin, Tyskland.
Bygningen fungerer desuden som mindesmærke for ofrene for det politiske system i DDR. Den permanente udstilling omfatter bl.a. Stasi-chefen Erich Mielkes arbejdesværelser. Stedet drives af Antistalinistische Aktion Berlin-Normannenstraße – en forening, der blev dannet af en gruppe borgerretsforkæmpere i 1990.